# Porsche 908
Porsche 908 — гоночный автомобиль, созданный компанией Porsche в 1968 году, принимавший участие в различных соревнованиях.

## История создания
В октябре 1967 года Международная автомобильная федерация объявила об изменении регламента Чемпионата мира по брендам для прототипов и спортивных автомобилей. С сезона 1968 года могут использоваться только прототипы гоночных автомобилей с максимальным рабочим объёмом двигателя в три литра.
Предыдущий восьмицилиндровый двигатель Porsche 907, который был основан на 1500 см³. двигателе от Porsche 804, мог быть увеличен только до 2200 см³. (198 кВт, 270 л. с.).
Несмотря на тот факт, что до этого момента компания Porsche не имела опыта строительства столь крупных двигателей, было решено построить его на основе шестицилиндровых деталей, равный восьмицилиндровому двигателю, в котором полностью использовался бы трехлитровый объем.
В итоге получился восьмицилиндровый атмосферный двигатель Boxer с воздушным охлаждением, производящий 257 кВт (350 л. с.) при частоте вращения 8400 об/мин, впоследствии доработанный до 271 кВт (370 л. с.).
В качестве материалов кузова использовался пластик, который был установлен на алюминиевую решетчатую раму.
В период использования были разработаны различные модификации (открытый Spyder, купе с коротким и длинный хвостом и иные).

## Гоночная история

### 1968 год
Впервые Porsche 908 был представлен в Монце в апреле 1968 года. Он был достаточно быстрым, но как многие на тот момент прототипы конкурентов (Alfa Romeo Tipo 33) или Ford P68) имел ряд сложностей с новым двигателем.
В целом в течение года проверенный Porsche 907 проявлял себя более успешно, чем Porsche 908.
При этом на гонке 1000 км в Нюрбургринге Porsche 908 пилотируемый Джозефом Сиффертом и Виком Элфордом одержал победу (44 круга = 1003,64 км за 6:34:06 часа).

### 1969 год
Сезон 1969 года начался для Porsche с разгрома в 24-часовой гонке в Дайтоне. После тройной победы Porsche 907 в предыдущем году все пять Porsche 908 не смогли занять лидирующие позиции. Спас честь команды Porsche 911 заняв четвертое место. Победу одержали два Lola T70.
В Себринге Porsche 908 занял третье место уступив Ford GT40 и нового прототипа Ferrari 312 P.
На гонке в Уоткинс-Глене Porsche 908 удалось одержать тройную победу.
В данном сезоне компанией Porsche в Женеве был также представлен Porsche 917. В Цельтвеге команде Porsche удалось одержать дебютную победу на Porsche 917.

### 1970 год
Для медленных треков, таких как Targa Florio и Нюрбургринг, на которых Porsche 917 и его конкурент Ferrari 512S были менее подходящими, был разработан Porsche Spyder 908/3.
На Porsche 908/02 Spyder Стив Маккуин вместе с Питом Ревсоном пришел вторым на 12 часовой гонке в Себринге, проиграв Ferrari 512S пилотируемым Марио Андретти, Игнацио Джунти и Нино Ваккарелла. Тот же Porsche 908/02 Spyder использовался Стивом Маккуином в качестве камеры при съемке фильма Ле-Ман. Машина даже попала в общий зачет, но в связи с значительным весом камер и длительностью смены пленки, не смогла пройти минимальное предписанное расстояние.
Porsche 908 пилотируемый Руди Линсом и Марко Хельмутом занял третье место уступив победу двум Porsche 917 на гонке 24 часа Ле-Мана.

## Модификации
В период производства с 1968 года по 1971 год Porsche 908 выпускался в следующих модификациях:
- Porsche 908/2 Spyder — 1969;
- Porsche 908/02 Spyder «Камбала» — 1969;
- Porsche 908/03 Spyder — 1970;
- Porsche 908/03 Spyder — 1973[5].